# Ра (кана)
ら в хирагане и ラ в катакане — символы японской каны, используемые для записи ровно одной моры. В системе Поливанова записывается кириллицей: «ра», в международном фонетическом алфавите звучание записывается: /ɺa/. В современном японском языке находится на тридцать девятом месте в слоговой азбуке.

## Происхождение
ら и ラ появились в результате упрощённого написания кандзи 良.

## Написание
|  |  |

## Коды символов вкодировках
- Юникод:
  - ら: U+3089,
  - ラ: U+30E9.